# Улица Пушкина (Екатеринбург)
У́лица Пу́шкина (до 1899 года — Соборная улица, позднее — Пушкинская) расположена между улицами Малышева и Первомайской в Центральном жилом районе Екатеринбурга (Ленинский и Кировский административные районы). Протяжённость улицы с севера на юг составляет 704 м. Своё современное название улица получила в честь 100-летия со дня рождения А. С. Пушкина.

## История и достопримечательности
В дореволюционном Екатеринбурге на улице располагались дома Флоринского и Ятеса, филиал Санкт-Петербургского ломбарда, ресторан «Россия», гостиница «Славянская», фирма и магазин «Сименс и Гальске», магазин техники и приборов Шварте, две аптеки, представительство «Всеобщей компании электричества». В доме № 27 жил Д. Н. Мамин-Сибиряк (сейчас в нём располагается музей писателя).
На 2010 год на улице находятся Дом работников культуры и 2-й дом профсоюза, а также сохранившиеся здания XIX — начала XX веков. В бывшем Нуровском сквере была установлена в мае 1975 года памятник одному из изобретателей радио А. С. Попову (скульптор В. Е. Егоров). В северном конце улицы Пушкина в 1999 году был установлен памятник А. С. Пушкину (скульптор Г. А. Геворкян, архитектор М. Г. Матвеев).

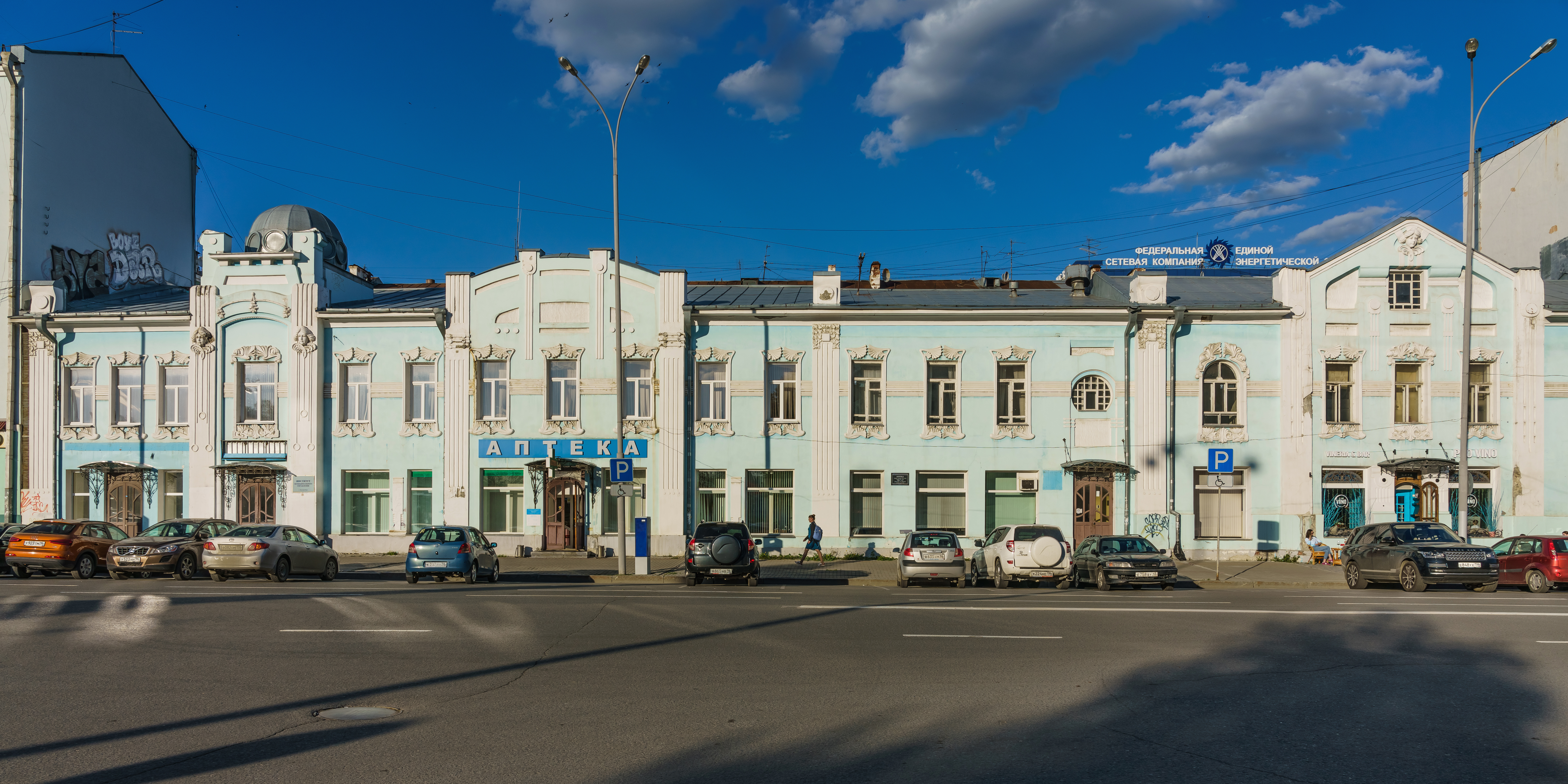
Аптека (ул. Пушкина, 16)
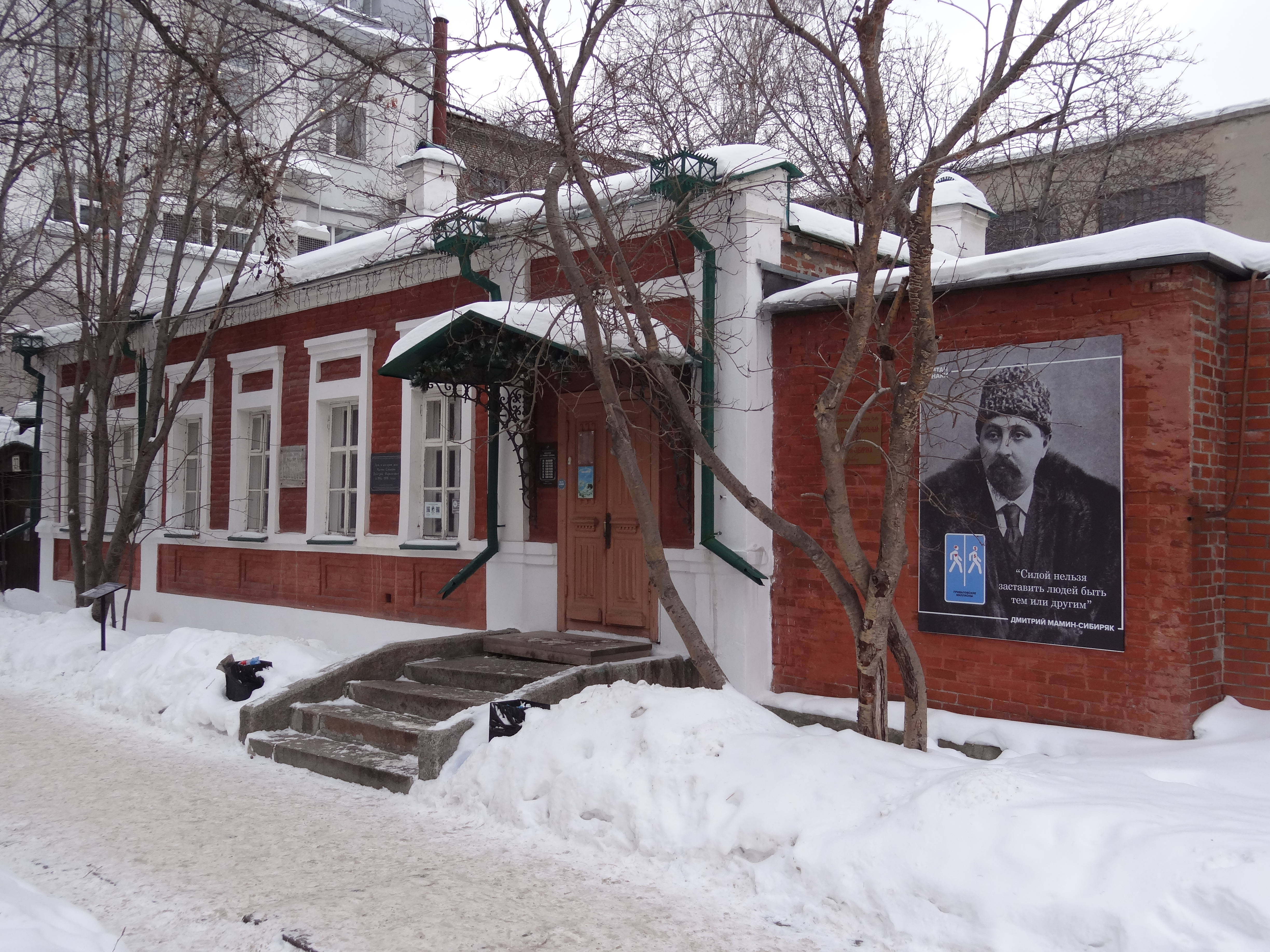
Дом-музей Д. Н. Мамина-Сибиряка
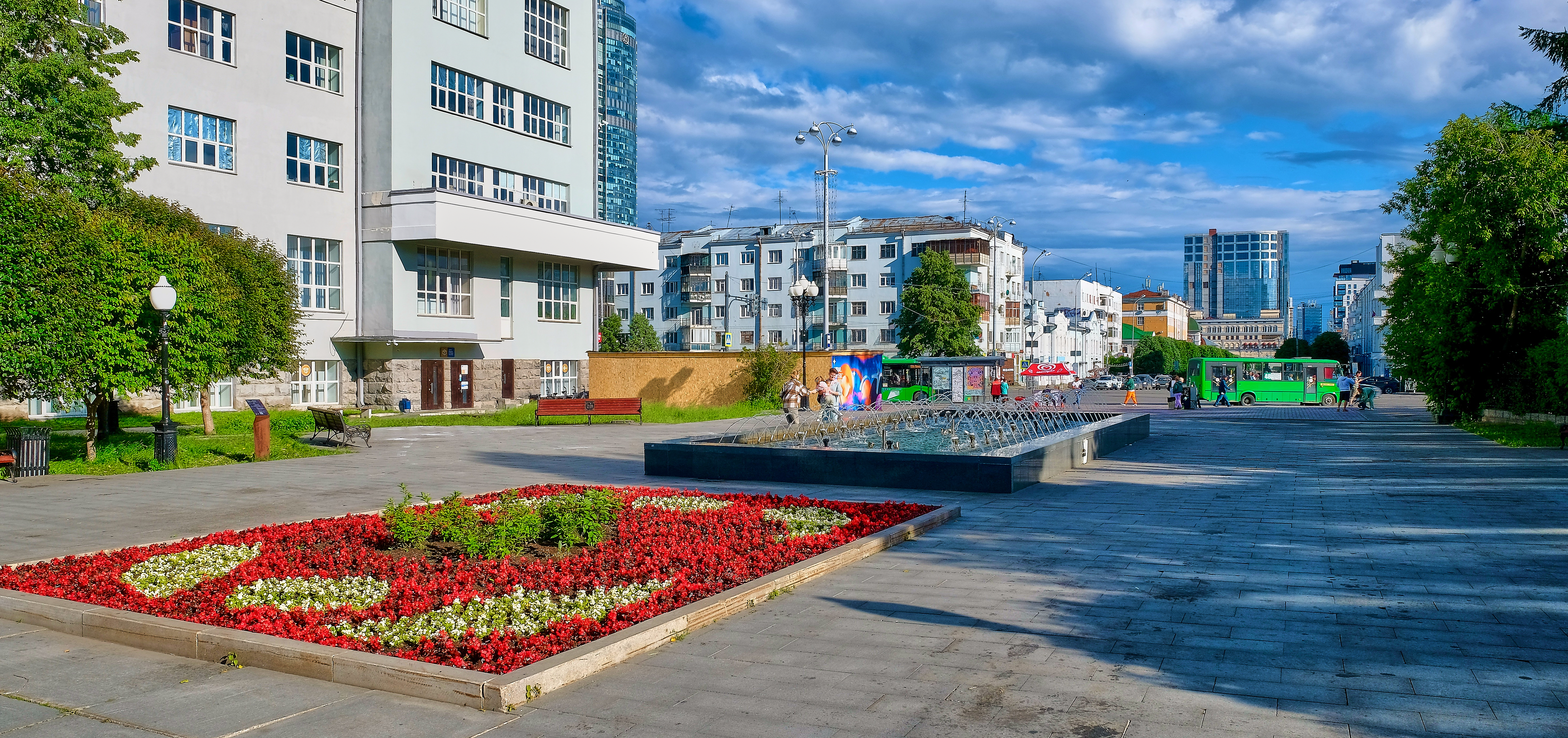
Сквер им. А. С. Попова
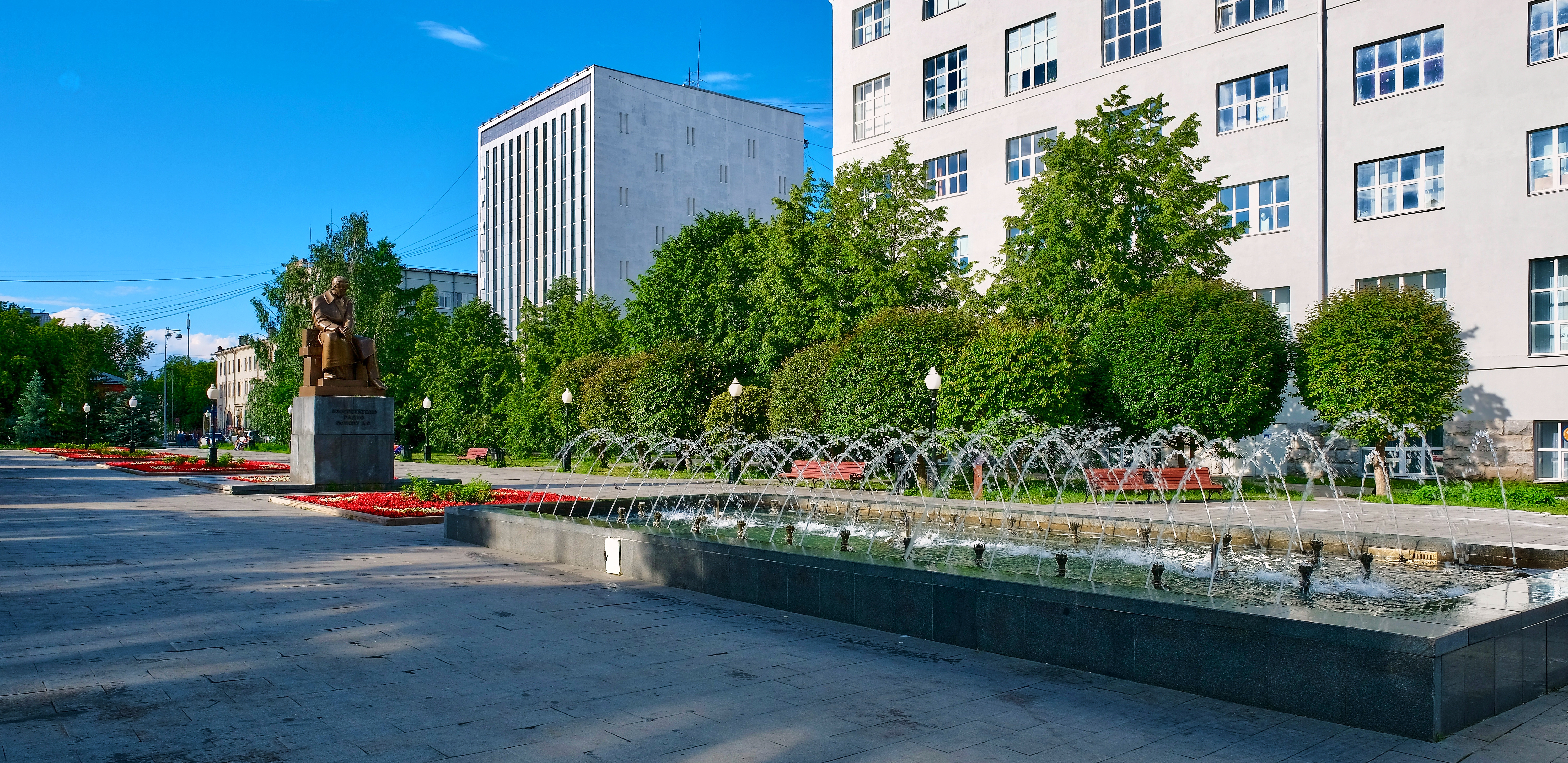
Фонтан и памятник Попову
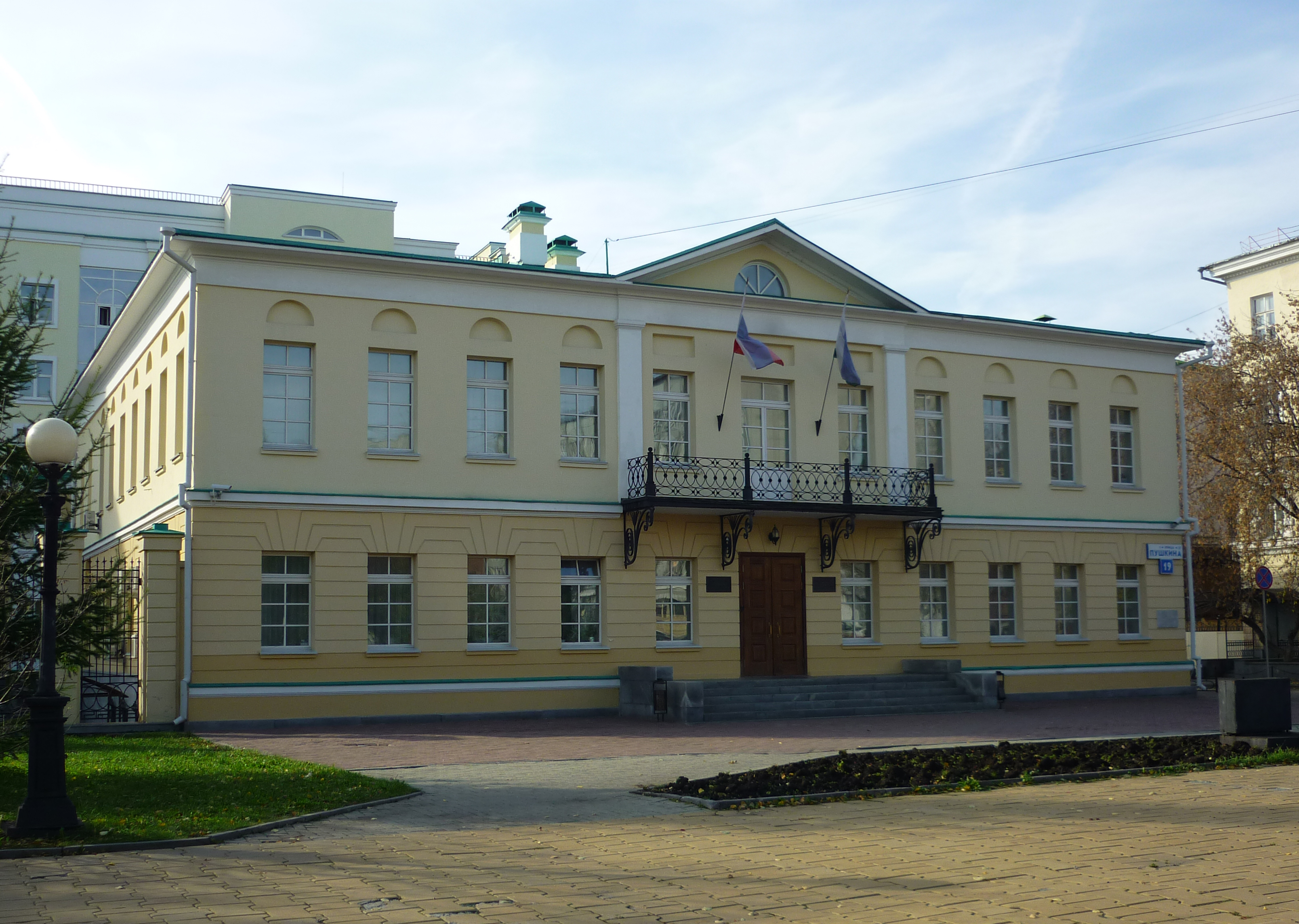
Здание Уставного суда Свердловской области (ул. Пушкина, 19)